# Poids à peser
Pour les articles homonymes, voir Poids (homonymie).
Les poids, quelquefois appelés pesons, sont les accessoires de différents matériaux employés conjointement à une balance pour déterminer la masse (le poids), soit réaliser la pesée d'un objet, d'une chose, d'un corps. En termes scientifiques, on les appelle « masses marquées ».

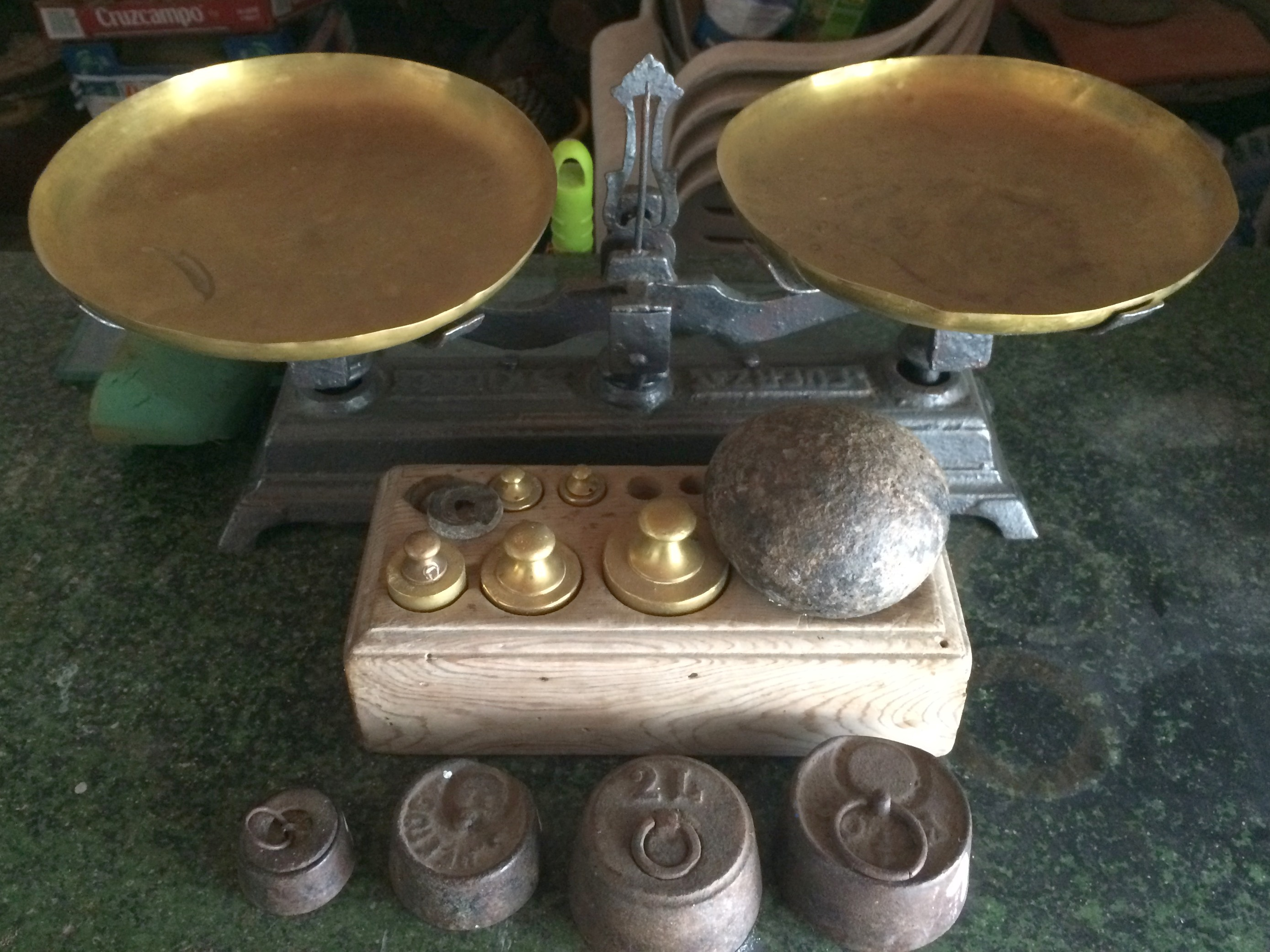
Balance et jeu de poids espagnol. L'un d'eux, au premier plan, est identifié par un « 2 L » qui devrait signifier deux livres castillanes. Collection particulière

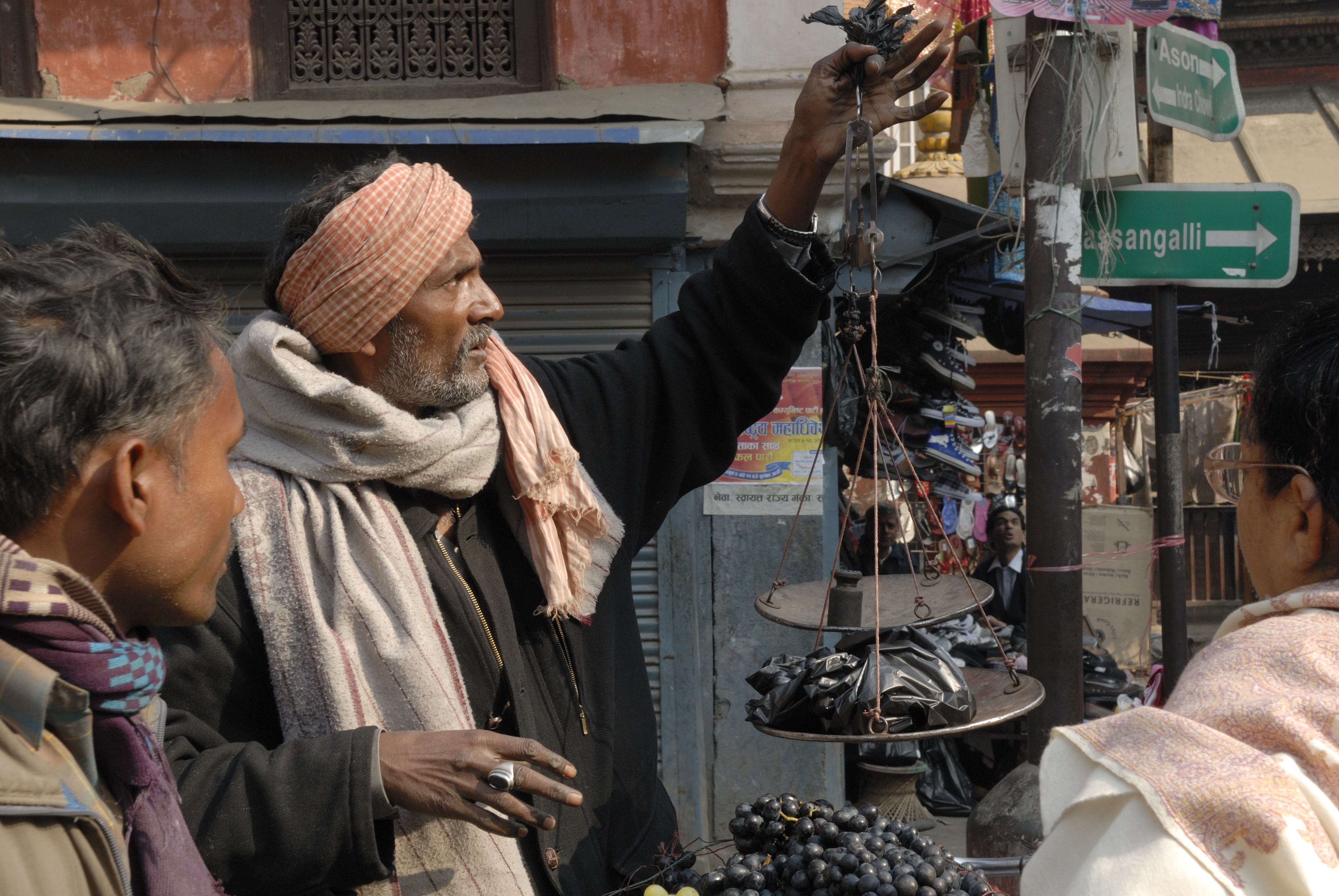
Pesée à Katmandou.

Le poids des choses rapporté à l'unité prend la forme physique et réelle des accessoires de mesures que sont les « poids », pièces étalonnées de cuivre, de fer ou de plomb ou d'autres matériaux, associés à l'usage de l'instrument primitif de mesure qu'est la balance : est lourd ce qui fait pencher la balance. Le poids réglé et étalonné se place dans un plateau de la balance, tandis que le corps dont on veut connaître le poids (la pesanteur) se trouve dans l'autre.
Les poids sont différents suivant les lieux, les pays et les temps et l'on peut faire quelquefois l'estimation d'un système à l'autre par voie arithmétique lorsque les témoignages archéologiques sont suffisants. On a pu toujours faire un parallèle entre poids et monnaie, car le premier règle souvent la taille de la seconde. De là ambiguïté qu'il y a dans les termes « livre », « pound », « drachme », « marc », etc. qui désignent tour à tour une monnaie ou un poids. L'estimation des monnaies d'échange est plus problématique puisque la valeur d'une monnaie métallique tient pour beaucoup à sa valeur spéculative, son cours légal et à l'époque reculée où la monnaie fiduciaire n'est pas encore généralisée, soit en second recours, à son poids et à son titre. « Le poids seul a d'abord réglé la valeur des monnaies, ensuite l'autorité les a fait valoir par l'empreinte du coin ». La méthode de contrôle la plus pratiquée durant l'Antiquité est le comparatif des densités, par l'immersion de l'objet précieux dans l'eau et la comparaison du volume débordant du récipient avec un échantillon connu. D'après Vitruve, Archimède aurait utilisé cette méthode pour confondre un orfèvre malhonnête.

## Système pondéral mésopotamien

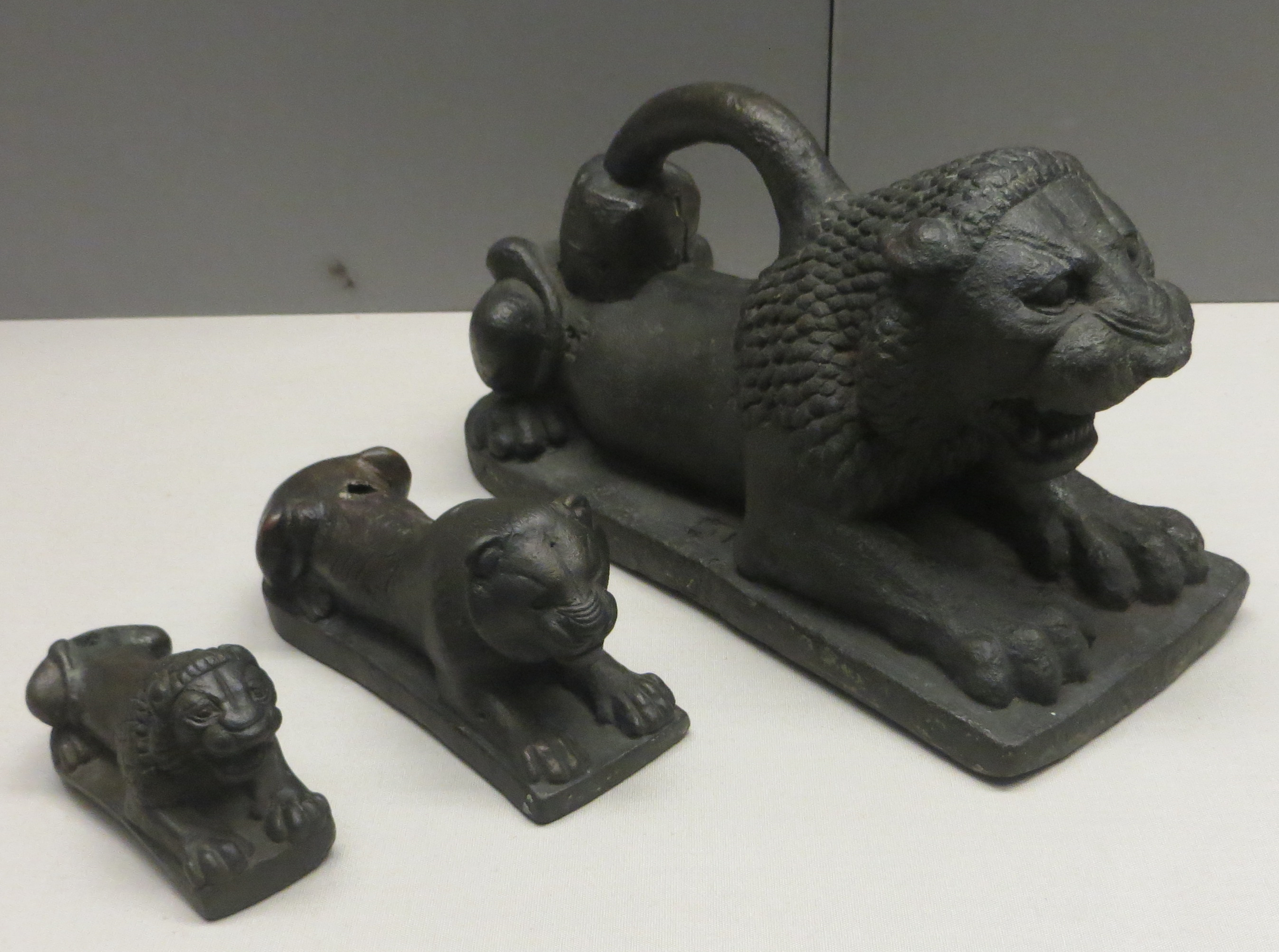
Lions-poids assyriens.

Les poids-lion assyriens sont un groupe de poids mésopotamiens en bronze du VIIIe siècle avant notre ère, avec des inscriptions bilingues à la fois en caractères cunéiformes et phéniciens. Les poids du lion ont été découverts à Nimrud à la fin des années 1840 et sont maintenant dans le British Museum (Assyrian lion weights (en)).

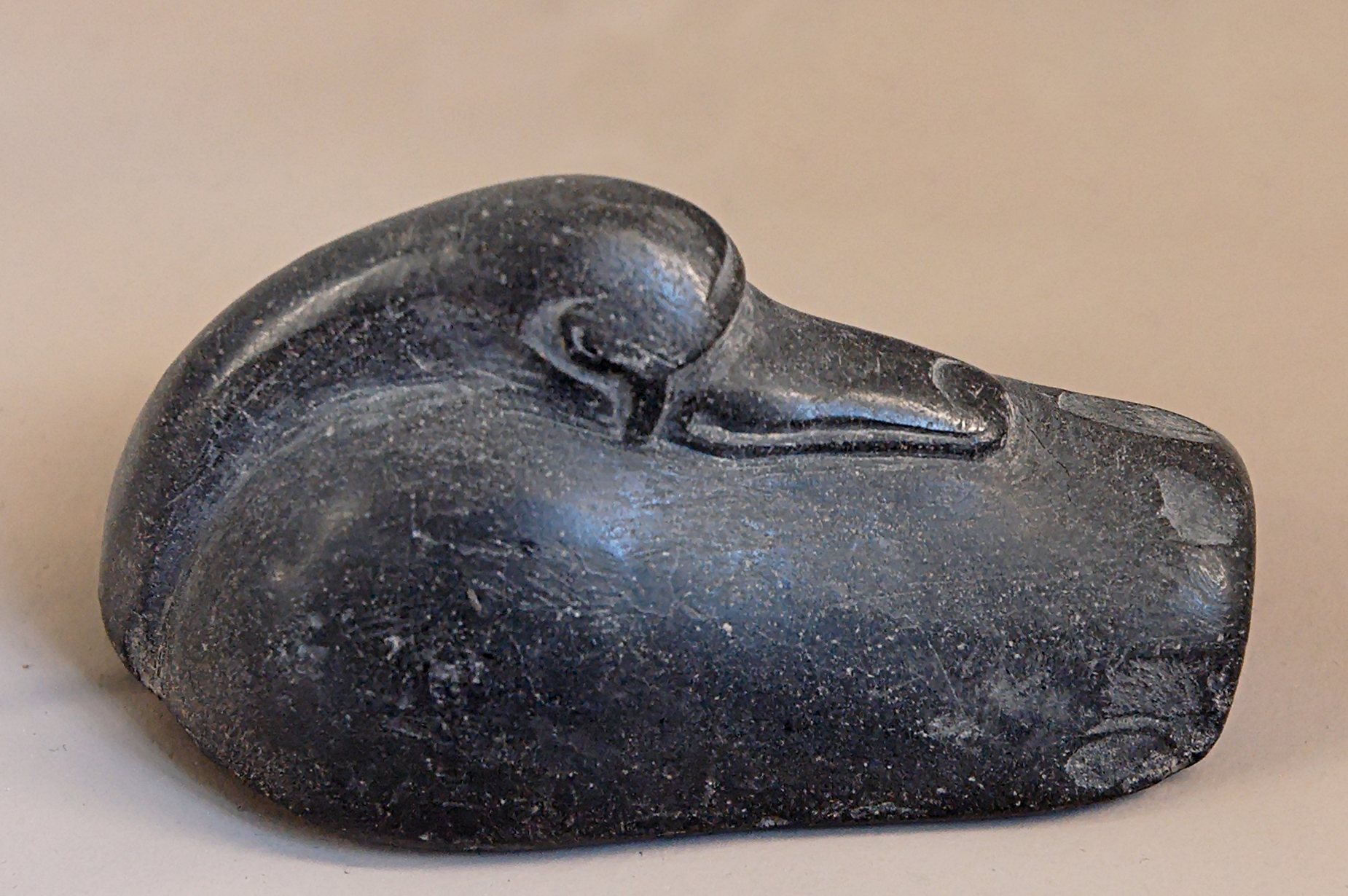
Poids en forme de canard portant l'inscription : « cinq mines ». Pierre bitumineuse, période médio-élamite, IIe millénaire av. J.-C. Provenance : Suse

Les poids babyloniens, la raison s'en est perdue affectaient volontiers la forme d'olive, ou encore la forme vague de canard au long cou replié sur le dos.

## Système pondéral akan, agni et baoulé

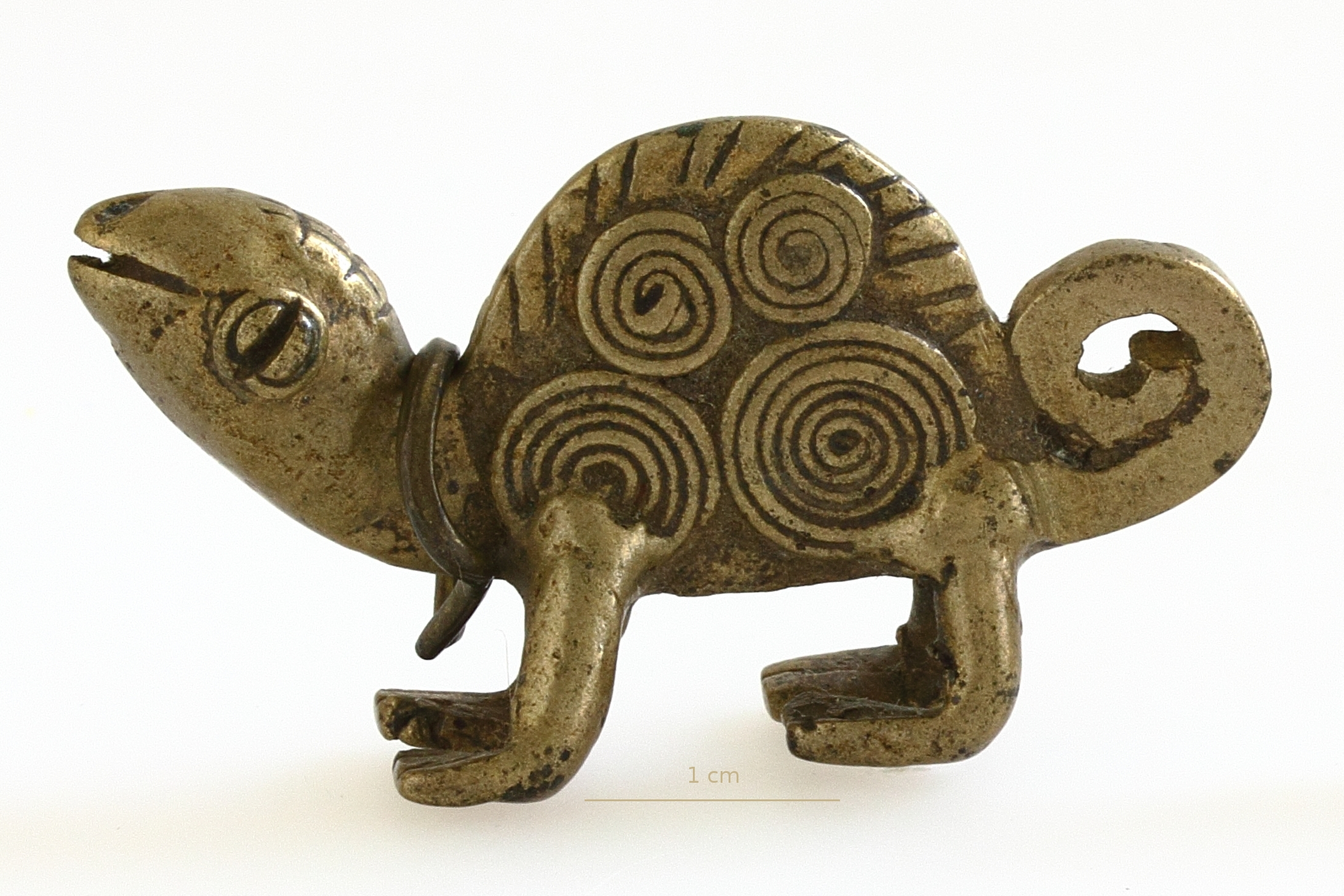
Poids ghanéen servant à la pesée de l'or, et provenant de la collection d’ethnologie du Muséum de Toulouse.

Dans le système pondéral béninois tous les poids sont différents et l'exécution de la forme, poids exact à donner à la matière, disposition compréhensible des signes qui permettent l'identification, relèvent du chef-d'œuvre.
Depuis les temps les plus reculés en pays Akan, chez les Agni et les Baoulé, les transactions étaient faites à l'aide de poudre d'or et de pépites. Acheteurs et vendeurs vérifiaient les quantités d'or avec leurs poids personnels, et chaque opération exigeait une double pesée. Certains de ces poids à peser l'or (Akan) géométriques anciens étaient détenus par les notables, qui de père en fils se révélaient le secret de leur interprétation.

## Système pondéral antique romain et du Moyen Âge européen

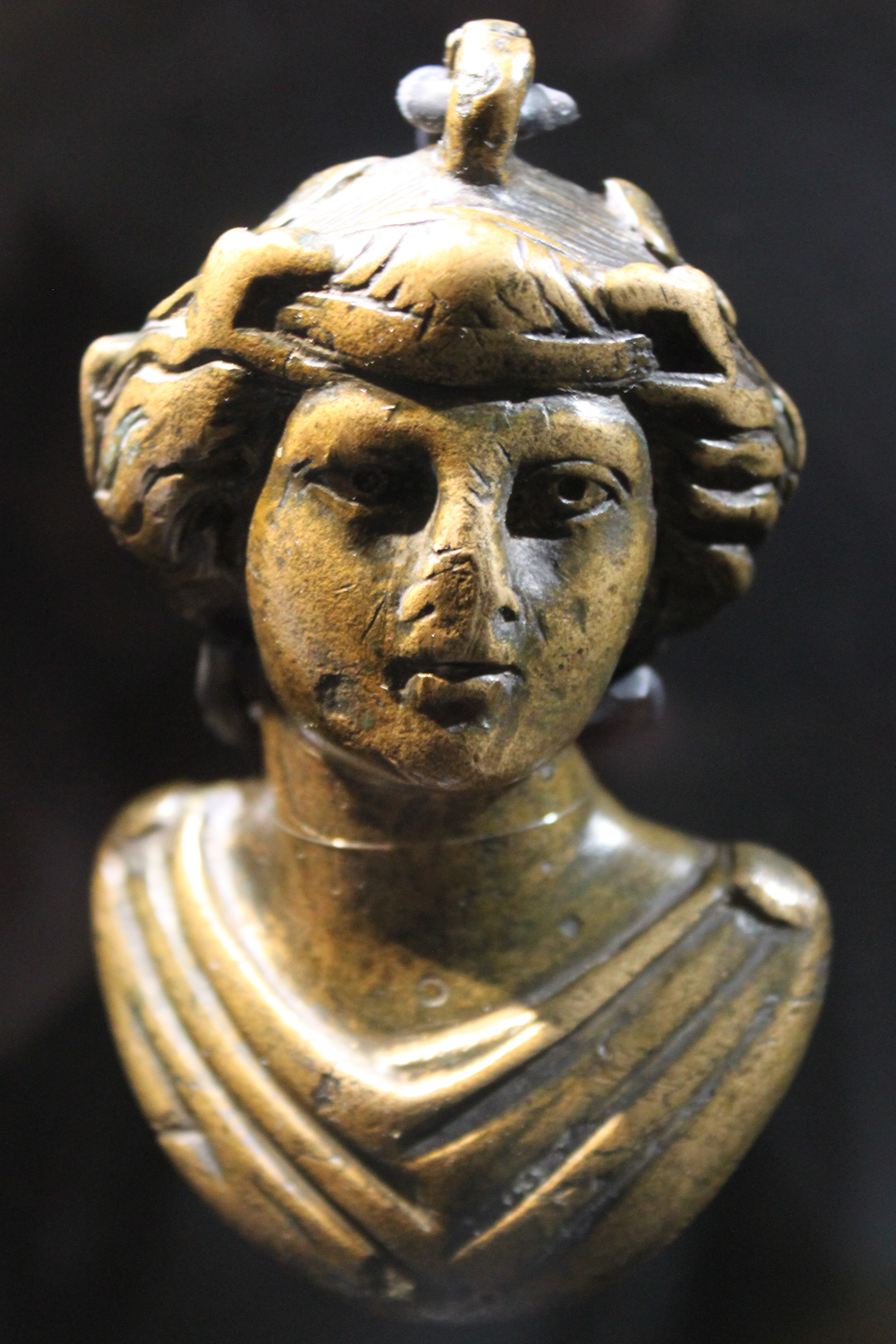
Poids en forme de buste de Bacchus, région de Reutlingen, IIIe siècle. Landesmuseum Württemberg, Stuttgart, Allemagne.

Les rois de France successif ont essayé de faire un règlement général pour qu'il n'y ait qu'un poids et qu'une mesure dans tout le royaume. Charlemagne, Philippe V le Long, Louis XI, François Ier, Henri II, Charles IX et Henri III ont édité diverses ordonnances dans ce sens qui n'ont pas été exécutées.

### Poids de Charlemagne
Toutes les réformes des poids du Moyen Âge ont eu leur origine dans les Hôtels des Monnaies et ont eu pour but de régler la taille des nouvelles monnaies. C'est dans la suite que les nouveaux poids des Hôtels des Monnaies deviennent d'usage en même temps que les poids préexistants. Ces grandes réformes ont été au nombre de deux. La première, celle de Charlemagne, eut pour but l'unification générale de la monnaie, des poids et des mesures. La seconde, commencée vers la fin du XIe siècle eut un but différent, celui d'établir le prix, ou mieux, la quantité d'argent fin contenue dans chaque espèce courante et en même temps le poids spécifique de tous les marcs en usage, qui, à cet effet, furent pour la première fois appelés par leur nom d'origine.
C'est pour cette raison que parmi les différents poids en usage à cette époque nous retrouvons aussi le poids de Charlemagne. Le système pondéral adopté par Charlemagne consistait en des poids en bronze portant la légende : CAROLI PONDVS, soit: « Poids de Charlemagne ». Cette unité était l'once romaine du vrai et juste poids (aucune autre unité pondérale ne pouvait être adoptée par Charlemagne que celle de l'Empire dont il se fit couronner et proclamer Empereur), pesant selon l'étalon le mieux conservé, environ 27,425 grammes. Avec cette unité on comptait des multiples différents: la livre romaine de 12 onces, livre-poids proprement dite et dont Charlemagne généralisa l'usage. Cette livre se rapprochait beaucoup du poids effectif de 329,10 grammes. Dans une livre d'argent de ce poids étaient taillés 180 deniers-poids nouveaux. Le nouveau de nier aurait dû avoir un poids légal de 1,828 33 grammes. La nouvelle livre de Charlemagne, livre-monnaie proprement dite, divisée en 20 sous nouveaux et pesant 16 onces romaines, soit 434,80 grammes. Dans une quantité d'argent équivalant ce poids, étaient taillés 240 deniers-monnaie nouveaux. De ce poids, usité d'abord dans les Hôtels des Monnaies pour la taille des nouveaux deniers d'argent, prit origine la livre-poids de 16 onces dont l'usage à la fin du XIe siècle était très répandu.

### Des unités de poids disparates

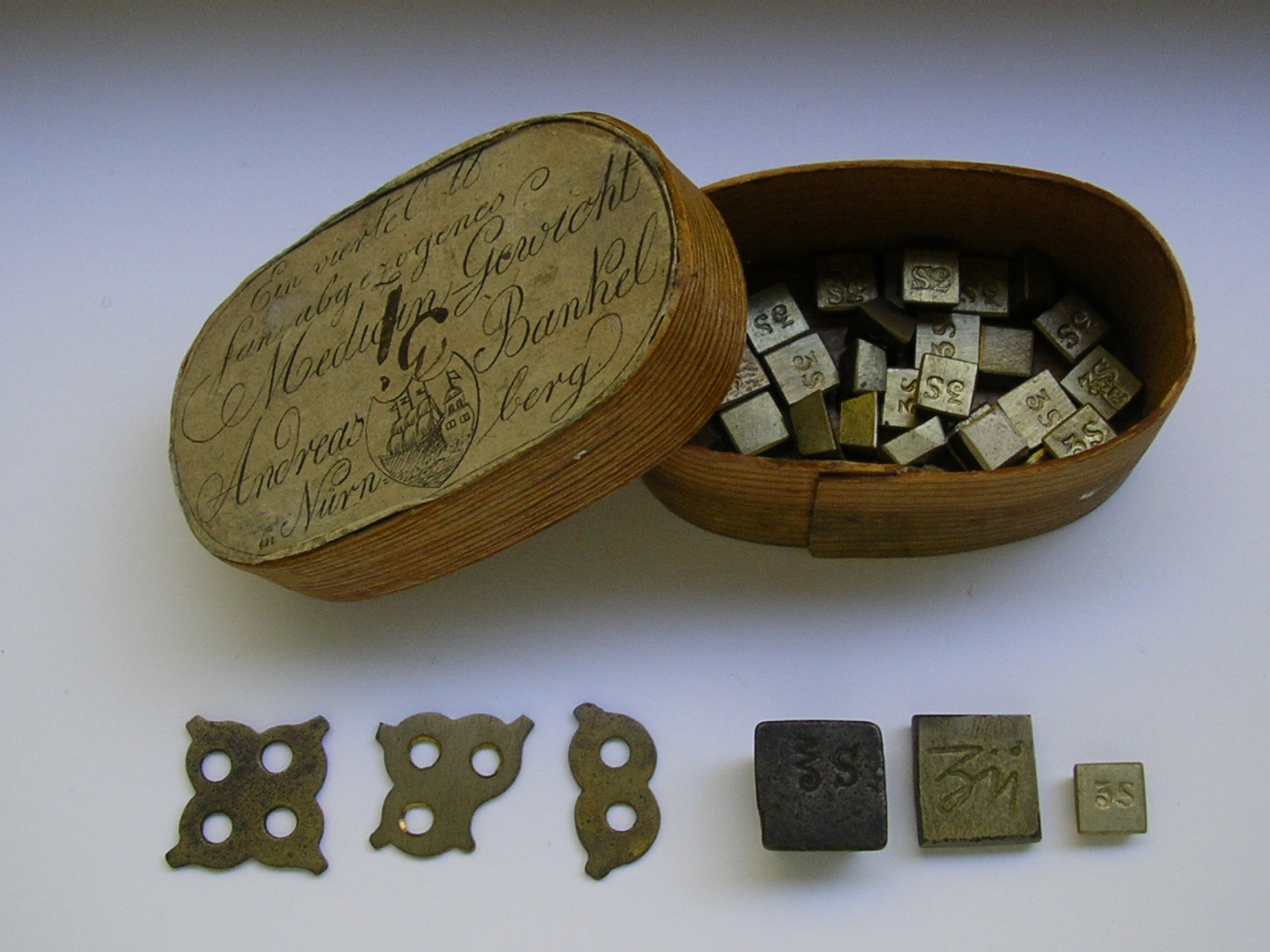
Poids d'apothicaires.
Rangée du haut: Spanschachtel, coffret de vente du fabricant de poids Nuremberg Andreas Bankel (après 1825). Rangée du bas: Poids de 2 scrupule, 1 drachme, 1 scrupule, 4 drachmes, 2 drachmes, 1/2 drachme. Focke-Museum Brème

L'établissement des poids est à la base des échanges commerciaux, et fait donc généralement l'objet de règlements contraignants pour le commerçant comme pour le badaud.
Une commune au Moyen Âge vers 1298, est dans la capacité mettre en œuvre un système de poids complexe pesant quintal, demi-quintal, quart-de-quintal, pesée, demi-pesée, quart de pesée, livre, demi-livre, quart de livre, demi-quart de livre, once, demi-once, quart d'once, demi-marc, quart de- arc et tout autre poids ayant cours. Les poids sont poinçonnés par l'abbé et les consuls, et conservé par l'abbé ou le monastère. Dans les contrats on use de ces poids et jamais d'autres sous peine d'amende. Sauf autorisation explicite, personne ne peut acheter ou vendre dans une ville aucune des choses qui se pèsent à moins qu'elles n'aient été pesées au poids communal.
Les seigneur haut-justiciers ont par la suite droit de poids, mesure et étalonnage et tout ce qui concerne victum & alimenta, dans l'étendue de leur haute justice. En vertu de ce droit le haut justicier peut seul peser pour autrui à « grandes balances et à poids au-dessus de vingt-cinq livres ». Le droit pécuniaire que levait le seigneur était de douze deniers pour cent livres pesant. Par le droit d'étalonnage le seigneur qui en jouissait forçait les vassaux et tous les habitants de sa justice a ne peser ou mesurer qu'avec des poids et mesures dont les étalons étaient gardés dans sa salle de justice. Il fallait fort souvent faire vérifier si les poids et mesures que l'on possédait n'étaient pas altérés et bien entendu payer chaque fois une rétribution. Si par hasard vos poids et mesure avaient subi une altération le contrevenant payait une amende au profit du seigneur.
Le Dictionnaire de Trévoux (Édition lorraine, Nancy 1738-1742), constate que le droit de donner ou de faire donner poids et mesures ne doit appartenir qu'au Roi seul, mais que ce droit appartient encore aux Seigneurs justiciers (mais ce n'est qu'en conséquence de l’usurpation qu'ils ont faite anciennement de plusieurs droits semblables dans la possession desquels ils sont restés). Le poids de marc est celui qui sert à peser les choses précieuses ou en petit volume Selibra Francica, vel bes. Ce sont des poids de cuivre subdivisés emboîtés l'un dans l'autre qui tous ensemble la boîte comprise pèsent juste huit onces ou le marc (Pile de Charlemagne). C'est pour cela qu'on les appelle poids de marc. La livre de Paris est de 16 onces et se divise en deux marcs, le marc en 8 onces, l'once en 8 gros, le gros en 3 deniers, le denier en 24 grains. Cette division est pour les marchandises de prix. Pour les marchandises de moindre valeur la livre se divise en 2 demi-livres, la demi-livre en 2 quarterons, le quarteron en 2 demi-quarterons, le quarteron en 2 onces, l'once en 2 demi-onces. Le Poids de table est un poids différent du poids marc dont on se sert en Provence et en Languedoc. Il est vrai que la livre poids de table est de seize onces aussi bien que celle de poids de marc mais les onces n'en sont pas si fortes. Le plus petit poids de la Médecine est un grain ce qui s'entend d'un grain d'orge bien nourri gros et qui n'est pas trop sec Dix de ces grains font une obole ou demi-scrupule. Le scrupule est composé de deux oboles ou 20 grains; la drachme de 3 scrupules ou 6o grains; l'once de huit drachmes; et la médicinale de 12 onces qui ont chacun leurs notes et caractères particuliers en Médecine.
La livre, la livre avoirdupois, l'hundredweight (en) ou quintal, l'once, le pennyweight (en), le liespfund, schiflpfund ou schiffpfund, la drachme , etc., et enfin le kilogramme, sont autant d'autres approches différentes du poids des choses (on est convenu désormais de dire masse).

## Le kilogramme

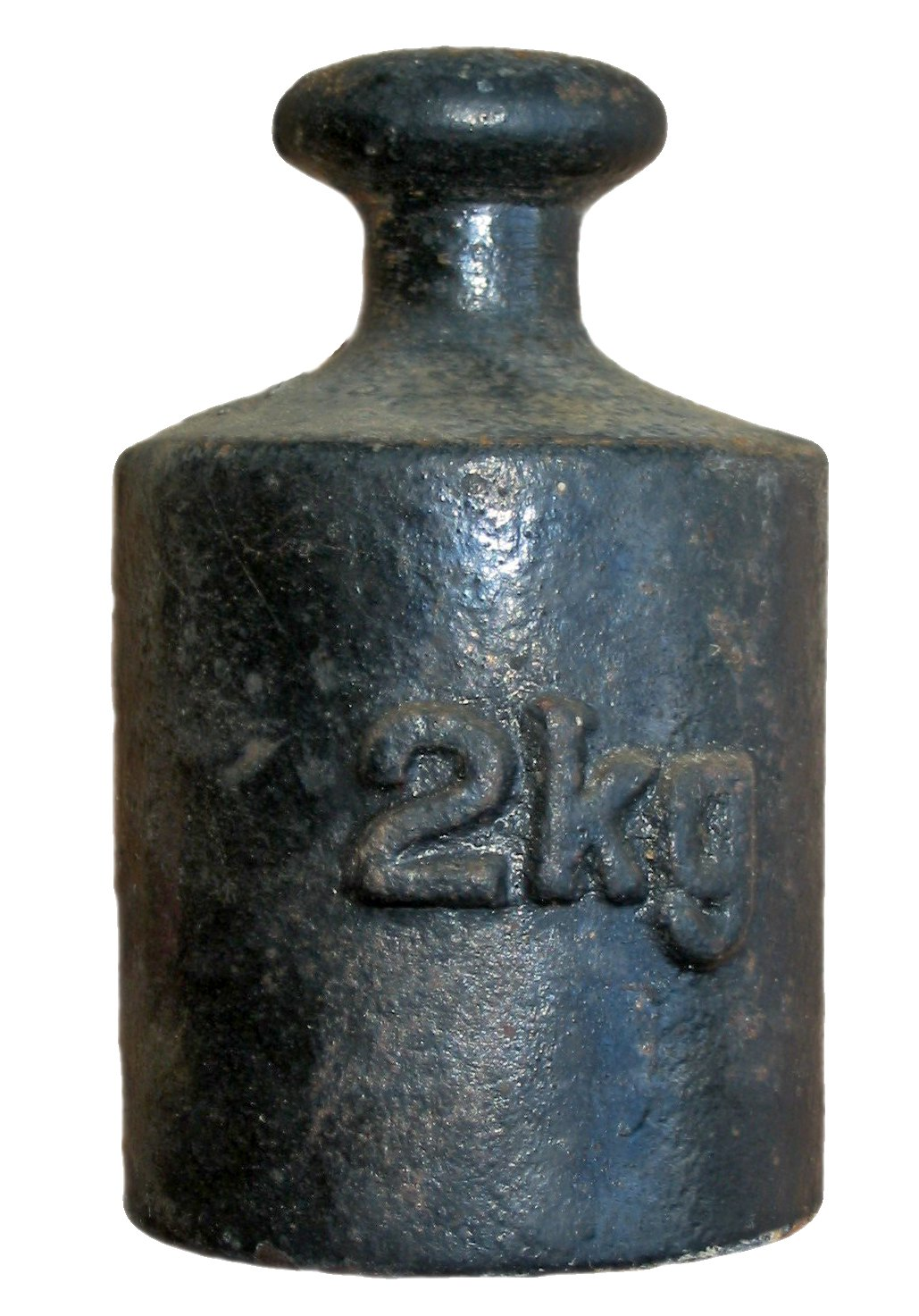
Poids de 2 kilogrammes.

Le kilogramme, dont le symbole est kg (en minuscules), est l'unité de base de masse dans le Système international d'unités (SI) Il est défini comme étant égal à la masse du prototype international du kilogramme. Le gramme est originellement défini en 1795 comme la masse d'un centimètre cube « d'eau pure » à 4 °C, faisant du kilogramme l'égal de la masse d'un litre d'eau. Le prototype du kilogramme, fabriqué en 1799 et sur lequel est basé le kilogramme actuel, possède une masse égale à celle d'1,000 025 L d'eau pure.
La première idée de la commission royale instituée par Louis XVI chargée de composer un nouveau système d'unité était de créer une unité de masse qui porterait le nom de « grave ». Dans le nouveau système métrique, la classe monétaire dérive des poids, celle des poids dérive de celle des mesures de capacité, les mesures de capacité et de superficie dérivent des mesures linéaires, les mesures linéaires dérivent du mètre, et le mètre de la longueur du quart du méridien terrestre. Le litre étant la mesure de capacité équivalant à un décimètre cube (équivalant la pinte), le grave équivaudrait la masse d'un litre d'eau à la température de congélation, c'est-à-dire pratiquement 1 kg et serait représentée par un étalon de masse. Après la Révolution française, le nouveau Gouvernement républicain reprend l'idée du système métrique, mais décide du « gramme » comme unité de masse (Gramme est le nom grec du poids que les Romains nommaient scrupule ou scripule propre à servir d'unité dans les pesées des matières précieuses telles que l'or, etc.). Comme le kilogramme, poids de mille grammes est le plus commode pour la vente des marchandises les plus communes on l'a adopté pour unité principale des poids, il équivaut au poids de l'eau sous le volume d'un décimètre cube (ce qui répond à 2 livres 5 gros 35 grains. 15/100 ancien poids de marc). Un étalon d'un gramme étant aussi difficile à utiliser qu'à établir, décida à représenter l'unité de masse par un étalon d'un kilogramme. Longtemps l'établissement du kilogramme a été vu comme un objet d'entraves pour le commerce et certains trouvaient dans son usage de telles difficultés qu'ils ne se mirent jamais au « nouveau Poids ». Les Fabriques de soie surtout ne pouvant s'en servir dans toutes leurs opérations le jugeaient même impraticable.